# Zygophylax elegans
Zygophylax elegans is een hydroïdpoliep uit de familie Lafoeidae. De poliep komt uit het geslacht Zygophylax. Zygophylax elegans werd in 1881 voor het eerst wetenschappelijk beschreven door Fewkes. 